# Hemieuxoa basistriga
Hemieuxoa basistriga là một loài bướm đêm trong họ Noctuidae.